# (467258) 2016 EV175
(467258) 2016 EV175 es un asteroide perteneciente al cinturón de asteroides, descubierto el 4 de febrero de 2006 por el equipo Spacewatch desde el Observatorio Nacional de Kitt Peak (Arizona, Estados Unidos).